# Liu Xiaoqing
Liu Xiaoqing (chiń. upr. 刘晓庆; chiń. trad. 劉曉慶; pinyin Líu Xiǎoqìng; ur. 30 października 1955 w Chongqing) – chińska aktorka  i bizneswoman.

## Wybrana Filmografia
- 1972: Tu hu moll
- 1980: Mysterious Buddha
- 1983: Chui lian ting zheng jako Dowager Empress
- 1986: Miasteczko Hibiscus jako Wu,Yuyin
- 2010: 37
- 2011: Amazonki jako Princess Chai
- 2018: Bombardowanie